# Ryota Tsuzuki

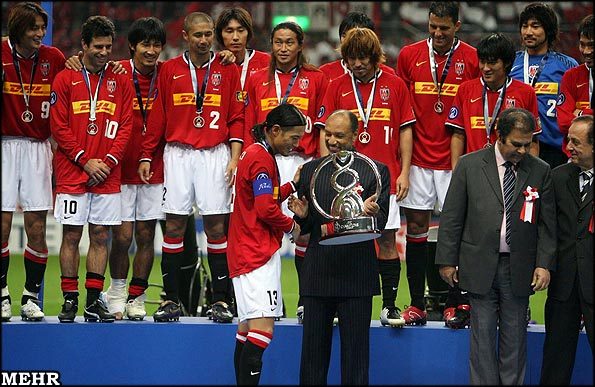
Partit de la final de la Lliga de Campions d'Àsia entre Isfahan Sepahan Club i Urava Red Diamonds al Japó, 23 de novembre de 2006.

Ryota Tsuzuki (Heguri, Nara, Japó, 18 d'abril de 1978) és un exfutbolista japonès.

## Selecció japonesa
Ryota Tsuzuki va disputar 6 partits amb la selecció japonesa.